# Souhvězdí Šípu
Šíp (latinsky Sagitta) je malé, ale výrazné souhvězdí severní oblohy. Je třetím nejmenším souhvězdím na hvězdné obloze. Latinský název souhvězdí znamená „Šíp“ a neměl by být zaměňován s výrazně větším souhvězdím Střelce, lukostřelcem. Byl zařazen mezi 48 souhvězdí uvedených astronomem Ptolemaiem v 2. století a je jedním z 88 moderních souhvězdí definovaných Mezinárodní astronomickou unií. Souhvězdí existuje od starověku, souhvězdí nemá žádnou hvězdu jasnější než 3. hvězdná velikost a má třetí nejmenší rozlohu ze všech souhvězdí.
Gama Sagittae je nejjasnější hvězda souhvězdí se zdánlivou hvězdnou velikostí 3,47. Je červeným obrem, hvězda na konci svého života, má 1,7krát větší hmotnost než Slunce a ochladila se a rozšířila na průměr 57krát větší než Slunce. Delta, Epsilon, Zéta a Théta Sagittae jsou vícenásobné hvězdy, které lze již rozlišit v malém dalekohledu. V Sagittae je kataklyzmický proměnný systém – dvojhvězda, jejíž složky jsou bílý trpaslík a obyčejná hvězda, přičemž bílý trpaslík hvězdě krade hmotu a postupně ji vysává. Okolo roku 2083 se stane novou a bude jednou z nejjasnějších hvězd v Mléčné dráze. Dva hvězdné systémy v souhvězdí Šípu mají planety podobné Jupiteru, zatímco třetí – 15 Sagittae – má za průvodce hnědého trpaslíka.

## Charakteristika
Souhvězdí Šípu se nachází na severní obloze mezi souhvězdími Lištičky, Herkula, Orla a Delfína. Ptolemaios zahrnul Šíp do svého seznamu 48 souhvězdí, která se v moderní astronomii používají dodnes. Čtyři nejjasnější hvězdy tvoří asterismus ve tvaru šipky, který se nachází na sever od jasné hvězdy Altair v souhvězdí Orla. Souhvězdí má rozlohu 79,9 čtverečních stupňů, a zabírá tedy 0,194 procent noční oblohy, je na 86. místě v rozloze z 88 moderních souhvězdí. Menší jsou pouze souhvězdí Koníčka a Jižního Kříže. Souhvězdí je na severní polokouli nejsnadněji pozorovatelné od pozdního jara do začátku podzimu, přičemž o půlnoci vyvrcholí 17. července. Jeho poloha na severní nebeské polokouli znamená, že celé souhvězdí je pozorovatelům viditelné severně od 69° jižní šířky. Souhvězdí je ohraničeno souhvězdím Lištičky na severu, Herkulem na západě, Orlem na jihu a Delfínem na východě. Třípísmenná zkratka pro souhvězdí, kterou přijala Mezinárodní astronomická unie v roce 1922, je „Sge“; americký astronom Henry Norris Russell, který vymyslel kód, se musel uchýlit k použití genitivní podoby jména, přišel s kódem, který by zahrnoval („e“), které nebylo ve jménu souhvězdí Střelce. Oficiální hranice souhvězdí, stanovené Eugènem Delportem v roce 1930, jsou definovány jako polygon 12 stran (znázorněno v infoboxu). V rovníkových souřadnicích je rektascenze mezi 18 h 57,2 m a 20 h 20,5 m, zatímco deklinaci popisují souřadnice mezi 16,08° a 21,64°.

## Původ souhvězdí
I když v souhvězdí nezáří žádné obzvláště jasné hvězdy, mnohé národy, jako byli například Peršané, Židé nebo antičtí Řekové a Římané, v něm spatřovali šíp. Existuje řada příběhů a legend, které se pokoušejí objasnit význam šípu. Dvě nejvýznamnější a nejznámější berou v potaz i sousední souhvězdí – Herkula a Orla.

### Mytologie
Podle první pověsti potrestal řecký vládce bohů Zeus opovážlivého titána Prométhea za to, že se vkradl na Olymp, ukradl tam oheň a daroval ho lidem, tím, že jej přikoval k jedné z hor pohoří Kavkazu. Každý den k němu přilétal orel a rval mu z těla játra. Prométheus byl nesmrtelný, a proto mu játra v noci vždy znovu dorostla. Jeho věčné utrpení ukončil až Herkules (v podání starověkých Řeků Héraklés), který na cestě za splněním jednoho z dvanácti úkolů, jež mu uložil král Eurystheus, orla usmrtil svým šípem a Prométhea osvobodil.
Druhá legenda se vztahuje k příběhu o tom, jak Héraklés pomocí strašlivého rámusu odehnal stymfálské ptáky s mosaznými zobáky, pařáty a křídly, kteří do té doby žili v bažinách okolo Arkádie, pustošili zemi a zabíjeli místní lidi. Za symboly stymfálských ptáků je na obloze pokládáno jak souhvězdí Orla, tak také souhvězdí Labutě a Lyry, které je někdy označované jako Sup.
Šíp byl často považován také za Amorův šíp nebo za šíp vystřelený Střelcem na Štíra, případně za nástroj, jímž Apollón vyhubil Kyklopy, jak tvrdil Eratosthenés. Podle další verze se jedná o šíp, jejž po Orlovi vrhl Kentaur. Ten je totiž na obloze obrácený směrem k Orlovi a nalézá se také v přijatelném úhlu vzhledem k Šípu, zatímco Střelec se nachází těsně pod Šípem a dívá se na opačnou stranu, tedy ke Kentaurovi.
Přijmeme-li tuto poslední interpretaci, totiž že Šíp vystřelil Kentaur, v mlhavých obrysech vystoupí legenda o kentaurovi Cheirónovi, kterého Héraklés poranil. Kentaur se následně vzdal své nesmrtelnosti, aby se zbavil nesnesitelné bolesti, a raději zaujal místo určené Prométheovi v okovech přikovaných kdesi na Kavkazu. Héraklés, respektive sám Cheirón, poté zabil Orla, aby netrpěl tak jako před ním Prométheus. Tento příběh se mohl stát základem legendy o erymanthském kanci, kterého měl Héraklés při plnění svých dvanácti úkolů zabít.

## Významné objekty
Kartograf hvězdné oblohy Johann Bayer dal Bayerovo označení osmi hvězdám a označil je Alfa až Théta. Anglický astronom John Flamsteed přidal písmeno x, mylně označené jako Chí (χ), y a z a 13, 14 a 15 Sagittae ve svém hvězdném Catalogus Britannicus. Všechny tři později zrušili astronomové John Bevis a Francis Baily.

### Jasné hvězdy

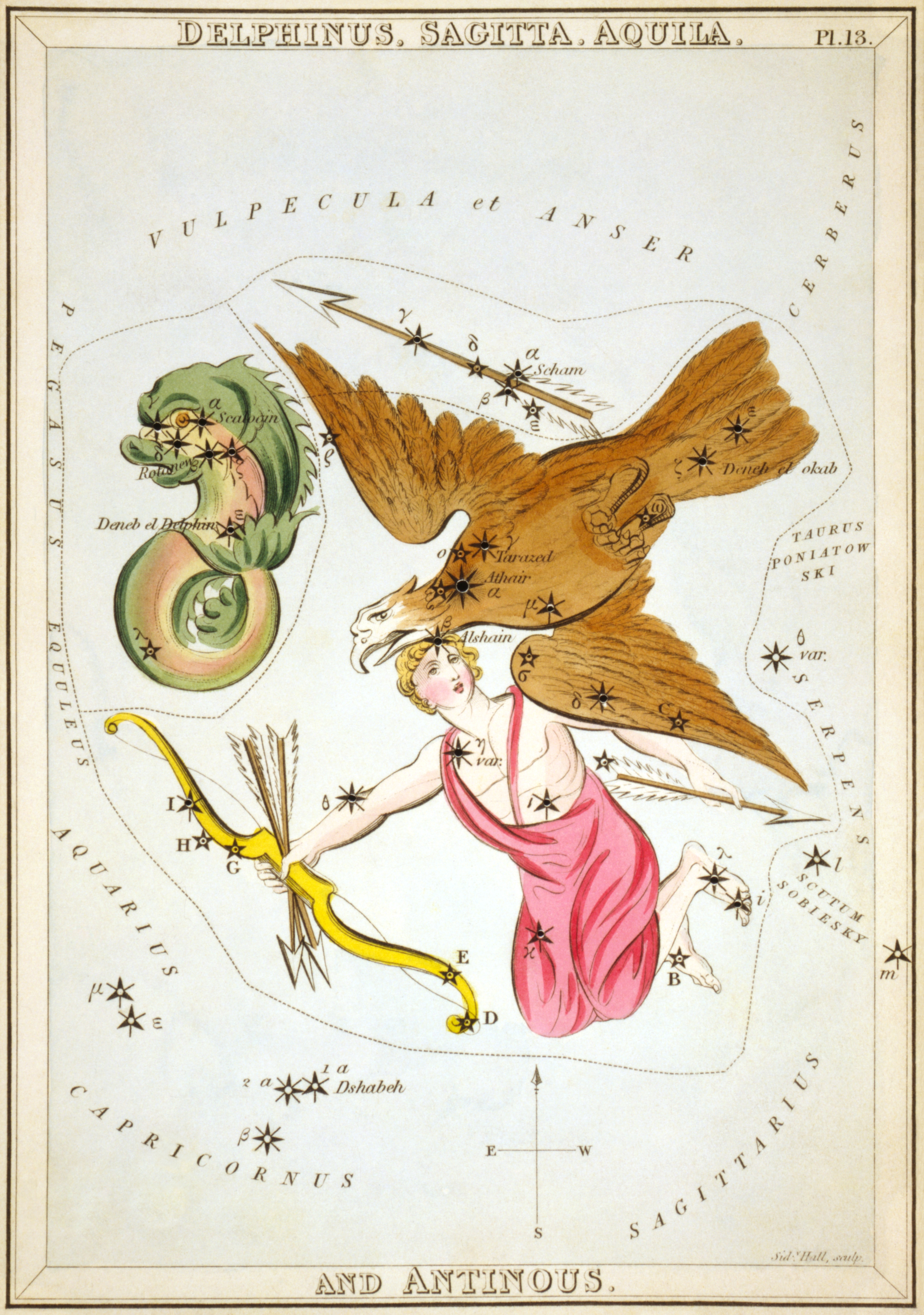
Souhvězdí Šípu ve hvězdném atlase Zrcadlo Úranie

Podle Ptolemaia byla nejjasnější hvězda souhvězdí Gama Sagittae, jež označuje hrot šípu, zatímco Bayer viděl Gamu, Étu a Thétu, jak zobrazují křidélka šípu. Gama Sagittae je červený obr spektrálního typu M0 III hvězdné velikosti 3,47. Nachází se ve vzdálenosti 288 světelných let od Země, má přibližně 170 procent hmotnosti Slunce, jeho poloměr je 57krát větší než Slunce a je 700krát jasnější. Je to s největší pravděpodobností červený obr na konci svého života, protože vyčerpal ve své jádru vodík a nyní ho spaluje ve vnějších vrstvách hvězdy.
Delta Sagittae je druhá nejjasnější hvězda souhvězdí a je zároveň dvojhvězdou. Delta a Zéta zobrazovala podle Bayera hrot šípu. Systém Delta Sagittae se skládá z červeného velerobra spektrálního typu M2 II, který má 3,9násobek hmotnosti Slunce a 152násobek jeho průměru a modrobílou hvězdu hlavní posloupnosti, která je 2,9krát hmotnější než Slunce. Obě složky obíhají kolem společného těžiště jednou za deset let. Zéta Sagittae je trojhvězda, vzdálená přibližně 326 světelných let od Země, nejjasnější hvězda má spektrální hvězda typu A.
Ve své Uranometrii Bayer zobrazil Alfu, Betu a Epsilon Sagittae jako křidélka šípu. Alfa, známá také pod jménem Sham, je žlutá jasná obří hvězda spektrální třídy G1 II, má zdánlivou velikost 4,38 a nachází se ve vzdálenosti 382±8 světelných let od Země. Je čtyřikrát hmotnější než Slunce, má 20násobek průměru Slunce a 340násobek jeho svítivosti. Beta má hvězdnou velikost 4,38, je obrem typu G a nachází se 420±10 světelných let od Země. Odhaduje se, že její stáří je přibližně 129 milionů let, je 4,33krát hmotnější než Slunce a má 27násobek průměru Slunce. Epsilon Sagittae je dvojhvězda, jejíž složky lze rozlišit již v malém dalekohledu. Má zdánlivou hvězdnou velikost 5,77, její jasnější hvězda je 331 milionů let starý žlutý obr spektrálního typu G8 III, přibližně 3,09krát hmotnější než Slunce, o průměru 18.37 +0,65
−0,88  Slunce. Nachází se ve vzdálenosti 580±10 světelných let. Má vizuálního společníka hvězdné velikosti 8,35 ve vzdálenosti 87,4 obloukových vteřin, který je ve skutečnosti modrým veleobrem a s hvězdou nemá žádnou spojitost. Nachází se ve vzdálenosti 7 tisíc světelných let od Země.
Éta Sagittae je oranžový obr spektrální třídy K2 III hvězdné velikostí 5,1. Nachází se 155,9±0,9 světelných let od Země a je 61,1procentní pravděpodobnost, že je členem hvězdného proudu Hyády-Plejády. Théta Sagittae je dvojhvězda, jejíž složky jsou od sebe vzdálené 12 obloukových vteřin, a lze je rozlišit již v malém dalekohledu. Jasnější hvězda má hvězdnou velikost 6,5 a je žlutobílou hvězdou hlavní posloupnosti spektrálního typu F3 V, je vzdálená 146,1± 0,2 světelných let od Země. Ve vzdálenosti 91 minut od dvojhvězdy se nachází oranžový obr spektrálního typu K2 III, hvězdné velikosti 7,4, vzdálený od Země 842±světelných let.

### Proměnné hvězdy
Proměnné hvězdy jsou oblíbeným cílem amatérských astronomů a jejich pozorování poskytuje cenné příspěvky k porozumění chování hvězd.
R Sagittae je členem vzácné třídy proměnných hvězd RV Tauri. Její jasnost se mění v rozsahu od 8,2 do 10,4. Nachází se ve vzdálenost 8 100 světelných let od Země. Průměr má 61,2 +12,4
−9,9  a o 2 329 +744
−638  větší jasnost než Slunce, ale s největší pravděpodobností je méně hmotnou hvězdou než Slunce. Stárnoucí hvězda se přesunula z asymptotické větve obrů hvězdné evoluce a stane se planetární mlhovinou. FG Sagittae je „znovuzrozená“ hvězda, vysoce svítivá hvězda vzdálená přibližně 4 000 světelných let od Země. Krátce předtím, než se stane bílým trpaslíkem, znovu nastartovala fúzi v heliové skořápce a za méně než 100 let se rozšířila nejprve na modrého obra a poté na obra třídy K. Je obklopena slabou planetární mlhovinou Henize 1–5 (vizuální velikost 23), která se vytvořila, když FG Sagittae poprvé opustila asymptotickou větev obrů.
S Sagittae je klasická cefeida, který se mění jasnost od 5,24 do 6,04 každého 8,38 dne. Je žlutobílým veleobrem, který pulzuje mezi spektrálními typy F6 Ib a G5 Ib. Je přibližně 6 nebo 7krát hmotnější a 3 500krát svítivější než Slunce a nachází se ve vzdálenosti asi 5 100 světelných let od Země. HD 183143 je vysoce svítivá hvězda vzdálená 7 900 světelných let, která byla klasifikována jako modrý hyperobr. V jejím spektru byly také nalezeny infračervené pásy ionizovaných molekul buckminsterfulerenu. WR 124 je Wolfova–Rayetova hvězda pohybující se velkou rychlostí, je obklopená mlhovinou vyhozenou z hvězdy.
U Sagittae je zákrytová dvojhvězda, jejíž jasnost je pohybuje během 3,4 dne mezi magnitudou 6,6 a 9,2, což z ní činí vhodný cíl pro nadšence s malými dalekohledy. Dvojhvězda se skládá z modrobílé hvězdy spektrálního typu B8 V, což je hvězda na konci svého života, která se ochladila a expandovala do žlutého podobra spektrálního typu G4 III–IV. Je polodotyková zákrytová proměnná hvězda, jejíž složky obíhají dost blízko na to, aby chladnější podobr naplnil svůj Rocheův lalok a předává tak svoji hmotu žhavější hvězdě. Systém je vzdálený 900±10 světelných let. Blízko U Sagittae je X Sagittae, polopravidelná proměnná hvězda, měnící svou jasnost se mezi magnitudou 7,9 a 8,4 během 196 dnů. Uhlíková hvězda X Sagittae má povrchovou teplotu 2 576 K.
Blízko hvězdy 18 Sagittae se na obloze nachází hvězda V Sagittae, prototyp proměnných hvězd V Sagittae, kataklyzmické (eruptivní) proměnné hvězdy, které jsou také zdrojem měkkého rentgenového záření. Očekává se, že se stane novou, když se obě hvězdy kolem roku 2083 spojí, a krátce se stane nejzářivější hvězdou v Mléčné dráze a jednou z nejjasnějších hvězd na naší obloze. WZ Sagittae je další kataklyzmická proměnná složená z bílého trpaslíka, který má asi 85 procent hmotnosti Slunce, a malého společníka hvězdy, který je hnědým trpaslíkem spektrální třídy L2, který je jen o 8 procent hmotnosti Slunce. Za normálních okolností slabá hvězda měla hvězdnou velikost 15, ale v letech 1913, 1946 a 1978 zjasnila a byla tak viditelná v malém dalekohledu. Černý vdovský pulsar (B1957 + 20) je druhý milisekundový pulsar, který byl objeven. Jedná se o masivní neutronovou hvězdu, odstraňující hnědého trpaslíka, který ji obíhá, což způsobuje útlum rádiových signálů pulsaru při průchodu unikajícím materiálem.

### Exoplanety

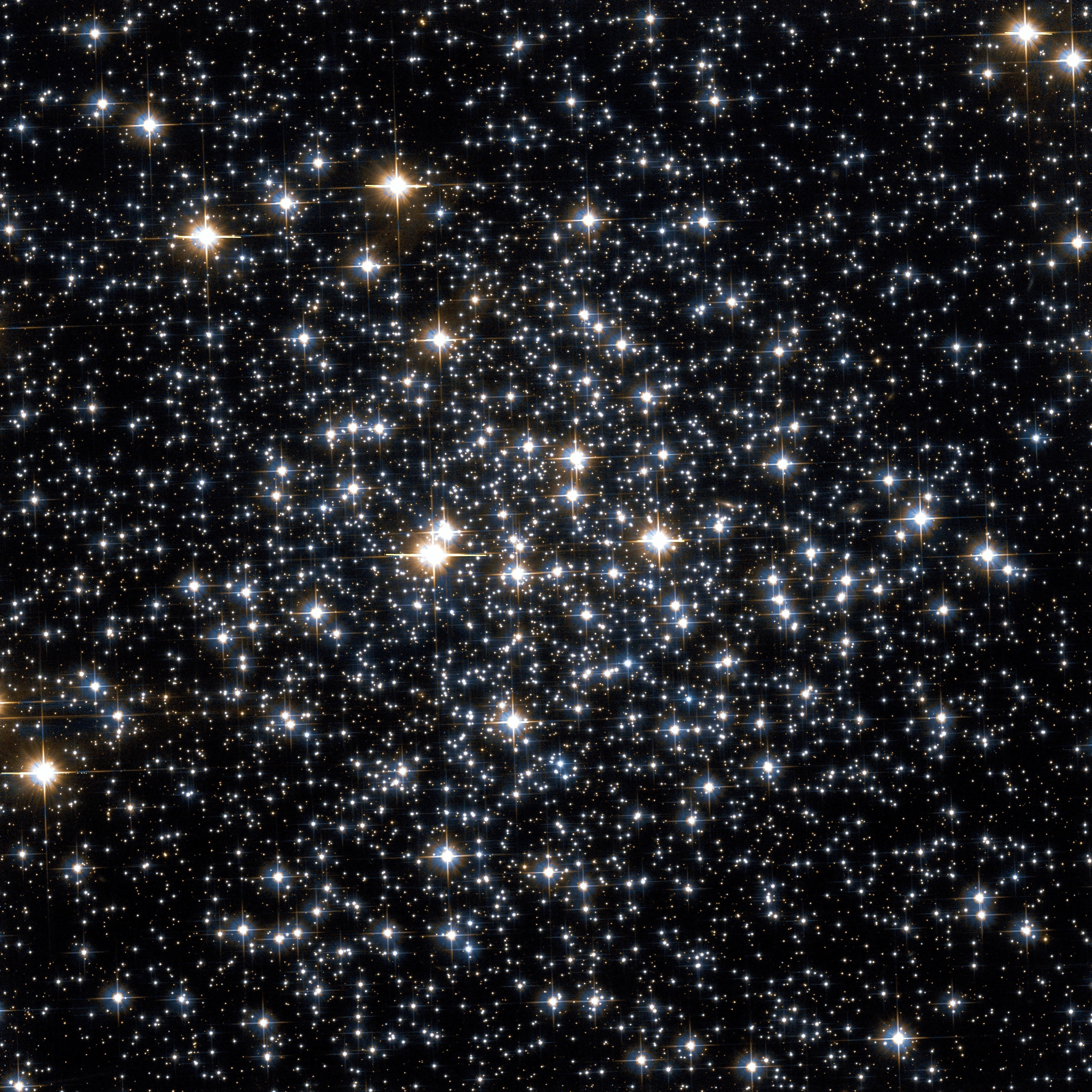
Kulová hvězdokupa M 71

HD 231701 je žlutobílá hvězda hlavní posloupnosti, je žhavější a větší než Slunce a obíhá ji planeta podobná Jupiteru, která byla objevena v roce 2007 technikou měření radiální rychlosti hvězdy. Planeta obíhá ve vzdálenosti 0,57 AU od hvězdy s periodou 141,6 dnů. HAT-P-34 je hvězda 1,392±0,047krát hmotnější než Slunce s 1,535 +0,135
−0,102  násobku jeho poloměru a 3,63 +0,75
−0,51  násobek jeho svítivosti. Se zdánlivou velikostí 10,4 je vzdálená 819±9 světelných let. Planeta, která byla objevena v roce 2012, je 3,328± ,211krát hmotnější než Jupiter. S dobou 5,45 dne a vzdáleností 0,06 AU od své hvězdy má odhadovanou povrchovou teplotu 1 520±60 K. 15 Sagittae je analog Slunce – hvězda podobná Slunci, s 1,08±0,04násobkem jeho hmotnosti, 1,115±0,021násobkem jeho poloměru a 1,338±0,03násobkem jeho svítivosti. Má za průvodce hnědého trpaslíka, který má přibližně stejný poloměr velký jako Jupiter, ale je 69krát hmotnější s povrchovou teplotou mezi 1 510 a 1 850 K, doba oběhu kolem hvězdy je přibližně 73,3 roku. Odhaduje se, že stáří systému je 2,5±1,8 miliardy let.

### Objekty hlubokého vesmíru
Mléčná dráha a její část Velké trhliny v ní procházejí souhvězdím Šípu, přičemž Alfa, Beta a Epsilon Sagittae označují hranici trhliny. Mezi Betou a Gama Sagittae se nachází Messier 71, málo zhuštěná kulová hvězdokupa ve vzdálenosti 13 tisíc světelných let od Země. Její zařazení mezi kulové hvězdokupy bylo sporné, protože postrádá středové zhuštění.
V souhvězdí Šípu se nachází dvě zajímavé planetární mlhoviny: NGC 6886 – složená z horké centrální hvězdy z asymtotické větve obrů, která má 55 procent hmotnosti Slunce, ale 2 700±850násobek jeho svítivosti, s povrchovou teplotou 142 tisíc Kelvinů, a okolní mlhoviny, jejíž doba rozpínání se odhaduje na 1280 až 1600 let a mlhovina Náhrdelník – původně blízká dvojhvězda, jejíž jedna hvězda pohltila druhou, když se expandovala a stala se obří hvězdou. Menší hvězda zůstala na oběžné dráze uvnitř větší, jejíž rychlost otáčení se značně zvýšila, což mělo za následek, že odhodila své vnější vrstvy do vesmíru a vytvořil prsten s uzly jasného plynu vytvořeného ze shluků hvězdného materiálu. Obě mlhoviny jsou od Země vzdáleny přibližně 15 tisíc světelných let.